# Brede watertreder
De brede watertreder (Peltodytes caesus) is een keversoort uit de familie watertreders (Haliplidae). De wetenschappelijke naam van de soort is voor het eerst geldig gepubliceerd in 1805 door Duftschmid.